# Cyclo-octadecanonaeen
Cyclo-octadecanonaeen of [18]annuleen is een macrocyclische organische verbinding met als brutoformule C18H18. Het behoort tot de zogenaamde annulenen. Aangezien deze cyclische verbinding een geconjugeerd systeem met 18 pi-elektronen (voldoet hiermee aan de regel van Hückel) bezit en het hele systeem vlak is, is cyclo-octadecanonaeen een aromatische verbinding.

## Synthese
Cyclo-octadecanonaeen werd voor het eerst gesynthetiseerd door F. Sondheimer in 1988. Deze synthese start met een Eglinton-reactie van 1,5-hexadiyn met koper(II)acetaat in pyridine, om het overeenkomstige trimeer te geven. Vervolgens wordt dit trimeer gedeprotoneerd en geïsomeriseerd met kalium-tert-butoxide in tert-butanol. Uiteindelijk wordt er een organische reductie uitgevoerd met een Lindlar-katalysator.

## Opmerkelijke eigenschappen
Het aromatische karakter van de ring komt vooral in het proton-NMR van de verbinding tot uiting: het spectrum bestaat uit twee signalen in de verhouding 2:1. De groep waterstofatomen die zich aan de buitenzijde van de ring bevinden zijn verantwoordelijk voor het grote signaal rond de standaard aromatische positie (ongeveer 7 ppm ten opzichte van TMS). Het kleinere signaal is afkomstig van de groep waterstofatomen die zich binnen de ring bevinden, het verschijnt bij een negatieve ppm-waarde. Met name de positie van dit tweede signaal kan opmerkelijk genoemd worden.